# Robert Parker, Baron Parker of Waddington

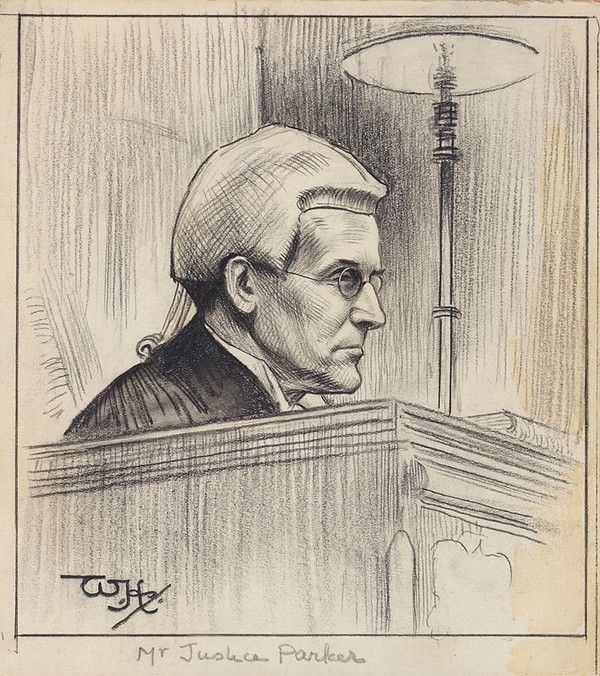
Robert John Parker, Baron Parker of Waddington, etwa 1906

Robert John Parker, Baron Parker of Waddington PC (* 25. Februar 1857 in Alford, Lincolnshire; † 12. Juli 1918 in Haslemere, Waverley, Surrey) war ein britischer Jurist, der zuletzt als Lord of Appeal in Ordinary aufgrund des Appellate Jurisdiction Act 1876 als Life Peer auch Mitglied des House of Lords war.

## Leben
Parker, Sohn eines Geistlichen, absolvierte nach dem Besuch des Eton College ein Studium der Rechtswissenschaften am King’s College der University of Cambridge und erhielt 1883 seine anwaltliche Zulassung bei der Rechtsanwaltskammer (Inns of Court) von Lincoln’s Inn. Anschließend nahm er eine Tätigkeit als Barrister auf und wurde 1900 Rechtsberater (Junior Counsel) des Schatzamtes (HM Treasury).
1906 wurde er Richter an der Kammer für Wirtschaftssachen (Chancery Division) an dem für England und Wales zuständigen High Court of Justice und bekleidete dieses Richteramt bis 1913. Zugleich wurde er 1906 zum Knight Bachelor geschlagen und führte seither den Namenszusatz „Sir“.
Zuletzt wurde Parker durch ein Letters Patent vom 4. März 1913 aufgrund des Appellate Jurisdiction Act 1876 als Life Peer mit dem Titel Baron Parker of Waddington, of Waddington in the County of York, zum Mitglied des House of Lords in den Adelsstand berufen und wirkte bis zu seinem Tod 1918 als Lordrichter (Lord of Appeal in Ordinary). Darüber hinaus erfolgte 1913 seine Ernennung zum Privy Councillor.
Aus seiner Ehe mit Constance Barkley gingen insgesamt fünf Kinder hervor, wovon das Jüngste Hubert Parker, Baron Parker of Waddington war, der zuletzt zwischen 1958 und 1971 als Lord Chief Justice of England and Wales und damit ebenfalls als Lord of Appeal in Ordinary wirkte.